# Iskra Delta
Iskra Delta ime je za slovensku tvrtku koja se bavila razvojem i proizodnjom računarskih uređaja i sistema u SFRJ između 1974. i 1988. godine. 

## Povijest
Iskra Delta započela je s radom 1974. godine pod imenom Elektrotehna Ljubljana, i bavila se uvozom računarske opreme. Elektrotehna je započela s uvozom računarske opreme i sistema američke tvrtke DEC, kroz svoj ured u Beogradu. Proizvodni program započeo je 1978. godine u Ljubljani sa sklapanjem DEC PDP-11 sistema koristeći DEC mikroprocesore, kao i sklapanjem tvrdih diskova pod licencom američke tvrtke Ampex. U ranim 1980-tim nastaje sporazum o suradnji sa sarajevskim Energoinvestom, čime se proširuje tržište i plasman. Nakon identifikacije računarstva kao dio strateškog razvojnog cilja SR Slovenije tokom ranih 1980-tih, odlukom republičkih vlasti nastaje prisilna amalgamacija proizvodnih i razvojnih kapaciteta računarske industrije u SR Sloveniji. Dekretom republičkih vlasti spajaju se računarske divizije Gorenja i Iskre, tako da spojena tvrka dobiva novo ime Iskra Delta i kao takva imala je oko 3000 zaposlenih, s oko 2000 inženjera raznih profilaNakon spajanja nastaje ekspanzija djelovanja tvrtke, mnogi poslovi se otvaraju za ovu tvrtku koja uz prodaju sistema također ulazi u tržište dizajniranja cijelih sistema i aplikacija. Ovo prisilno spajanje nije bilo bez svojih problema. Poslovodstvo Iskre trebalo je ukomponirati dijelove Gorenja s ukupno 800 radnika, i prenijeti na sebe gubitke koje su akumulirali te divizije. Bez obizra na sve teškoće kajnji rezulat je bio ohrabravajući. 
Na tržištu SFRJ-a, Iskra Delta je bila jedina tvrtka koja je proizvodila cijele sisteme u svom proizvodnom programu i u vremenu restriktivnog uvoza, bila je tvrtka kod koje su domaće tvrtke mogle kupiti računarske sisteme bez zastoja oko odobravanje uvoza od Narodne banke. Deltini sistemi su također bili konkurenti, i bili u pola jefiniji nego sistemi koji su se uvozili tako da su mnogi uvoznici počeli gubiti svoje mušterije. Kroz svoj ured u Novom Sadu, Iskra Delta započinje s ekspanzijom na tržište Istočnog bloka, Kine i Indije. Ova tržišta bila su inače nisu bila izravno dostupna američkim i zapadnim tvrtkama, a Iskra Delta je za sebe postavila kao jedan od strateških ciljeva svog razvoja i plasmana. Iskra Delta 1987. godine zadobila je narudžbu od kineskog ministarstva unutrašnjih poslova za 8.000 sistema koji su trebali biti povezani u jednu mrežu. Ovaj projekt također je sadržao i komponentu školovanja kadrova i službenika kineske policije.

## Prodajni i servisni centri
Prodajni i servisni centri bili su u sljedećim gradovima:
- Ljubljana
- Maribor
- Rijeka
- Zagreb
- Split
- Sarajevo
- Novi Sad
- Beograd
- Skoplje

## Proizvodi
- Računala i računarski sistemi
  - Iskradata 1680
  - Iskradata 80
  - Iskradata 100
  - Iskra Delta Partner
  - Iskra Delta 800
  - Iskra Delta Triglav
  - Iskra Delta VAX 11/750
  - Iskra Delta VAX 11/780

- Terminali
  - Iskra Delta Paka 3100

- Mikroelektronika
  - Mikroprocesor Delta 16/bit slice[3][4]

## Obrazovni centri
Iskra Delta je posjedovala i vodila dva obrazovna centra:
- Novi Sad
- Nova Gorica

## Patenti
- 1985: Američki patent za dizajn D291810, Tipkaća jedinica[5]
- 1986: Američki patent za dizajn D303249, Tipkovnica[6]
- 1986: Američki patent za dizajn D303255, Zaslon[7]